# 普菲弗山
46°52′15″N 7°51′28″E / 46.8709°N 7.8577°E

普菲弗山（Pfyffer），是瑞士的山峰，位於該國中部，處於伯恩州和盧塞恩州接壤的邊界，屬於伯爾尼山的一部分，距離瓦赫圖伯爾山2.3公里，海拔高度1,315米。